# Intelligent Whale
Intelligent Whale – amerykański okręt podwodny, którego budowa została ukończona w 1866 roku. Budowa tego okrętu została podjęta przez grupę przedsiębiorców, planujących wykorzystać go do celów prywatnych. Plan ten okazał się jednak niewykonalny, a marynarka amerykańska odmówiła jego przyjęcia dla swoich potrzeb. W roku 1872 US Navy zgodziła się jednak poddać okręt testom, a kiedy te okazały się nieudane, jednostka została porzucona. Okręt przetrwał jednak do czasów współczesnych i znajduje się na wystawie w National Guard Militia Museum w New Jersey.